# Donald R. Bensen
Donald Roynald Bensen (* 3. Oktober 1927 in Brooklyn, New York; † 19. Oktober 1997 in Croton-on-Hudson, New York) war ein US-amerikanischer Science-Fiction-Schriftsteller und Herausgeber.
Als Herausgeber ist er vor allem für die Bearbeitung von Werken von P. G. Wodehouse und seine Beteiligung an deren Neuauflage als Taschenbuch in den USA bekannt. Als Autor ist er am ehesten für seinen humorvollen Alternativwelt-Roman And Having Writ … (1978) bekannt, der zuerst von Bobbs-Merrill veröffentlicht wurde.

## Karriere
Bensens literarische Karriere begann als Literaturagent bei Scott Meredith. Er wurde im Jahr 1957 zum Herausgeber von Pyramid Books und war schließlich dort Chefredakteur. Später war er leitender Redakteur für Ballantine Books und danach für die Berkley Publishing in New York. Von 1976 bis 1981 war er als beratender Redakteur für Dell Books und Dial Press tätig. Er war maßgeblich an der Etablierung und dem Erwerb von Titeln für das Joint Venture der beiden Abdrucke für ihre Quantum Science-Fiction-Reihe beteiligt, zu der ein renommierter internationaler Handelsname gehörte Hauptwerke wie Stardance von Spider und Jeanne Robinson, die bahnbrechende Storysammlung The Persistence of Vision von John Varley, In the Ocean of Night von Gregory Benford und The Snow Queen von Joan D. Vinge. In diesen Jahren trug er auch redaktionell zu Dells Taschenbuch-Science-Fiction- und Fantasy-Publikationen bei. 1983 wechselte er zu Keats Publishing, wo er auch Chefredakteur wurde.
Bensen war der Autor des Romans And Having Writ …, der Westernromanreihe Tracker und einer Reihe anderer Bücher. Er schrieb auch eine Reihe von medienbezogenen Romanen, darunter Werke, die auf der Fernsehserie Rauchende Colts basieren, und Romane zu William Goldmans Drehbüchern für die Fernsehfilme Mr. Horn und Butch and Sundance: The Early Days von 1979.
Bensen war ein Mitglied des rein männlichen literarischen Bankettclubs The Trap Door Spiders, der als Grundlage von Isaac Asimovs fiktiver Gruppe von Rätsellösern, den Black Widowers, diente. Bensen selbst war das Vorbild für den Charakter Roger Halsted. In Bezug auf die Black Widowers veröffentlichte er 1977 ein gleichnamiges Gedicht. Er wurde auch mit den Mystery Writers of America in Verbindung gebracht.
Bensen verstarb am 19. Oktober 1997 70-jährig in seinem Haus in Croton-on-Hudson.

## Bibliografie
Tracker (Western)
- Mask of the Tracker (1992)
- The Renegade (1992)
- Death in the Hills (1992)
- Fool's Gold (1992)
- Final Mask (1993)
- Deathwind (1993)
- Final Mask (1993)

Romane
- And Having Writ … (1978)
  - Deutsch: Zwischenhalt. Übersetzt von Irene Holicki. Heyne SF & F #4052, 1984, ISBN 3-453-30995-2.
- Mr Horn (1978)
- Butch and Sundance : The Early Days (1979)
- A Wodehouse Bestiary (1985, mit P. G. Wodehouse)
- Biblical Limericks: Old Testament Stories Re-Versed (1986)
- If I Were You (1989, mit P.G. Wodehouse)
- Plum's Peaches: Women in Wodehouse (1991, mit P.G. Wodehouse)
- Wodehouse on Crime: A Dozen Tales of Fiendish Cunning (1991, mit P.G. Wodehouse)
- Fore!: The Best of Wodehouse on Golf (1999, mit P.G. Wodehouse)

Anthologien
- The Unknown (1963)
  - Deutsch: Straße der Verdammnis. Übersetzt von Lore Straßl & Susi Matthaey. Pabel (Terra Fantasy #66), 1979.
- The Unknown Five (1964)
  - Deutsch: Fünf Horror-Stories aus Unknown. Übersetzt von Udo H. Schwager. Ullstein Bücher #1183, 1968.